# حمام اتانلو
حمام اتانلو مربوط به دوره قاجار است و در شهرستان درگز، روستای اتانلو واقع شده و این اثر در تاریخ ۱۹ مرداد ۱۳۸۴ با شمارهٔ ثبت ۱۲۸۸۱ به‌عنوان یکی از آثار ملی ایران به ثبت رسیده است.